# プロテオーム解析

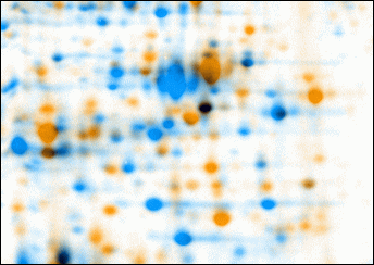
二次元電気泳動で分けられたタンパク質

プロテオーム解析（プロテオームかいせき、Proteomic analysis）、またはプロテオミクス（Proteomics）は、特に構造と機能を対象としたタンパク質の大規模な研究のことである。タンパク質は細胞の代謝経路の重要な構成要素として生物にとって必須の物質である。「プロテオミクス」という言葉は、タンパク質を意味する英語「プロテイン（protein）」に「全て」を意味する接尾辞"ome"、「学問」を意味する接尾辞"ics"を合わせて作られた。ゲノムがある生物の持つ全ての遺伝子のセットを表すのに対して、プロテオームはある生物が持つ全てのタンパク質のセット、またはある細胞がある瞬間に発現している全てのタンパク質のセットを意味する。
プロテオミクスは、ゲノミクスの次にシステム生物学の中心になる学問分野だと考えられている。ゲノムがある生物の全ての細胞でほぼ均一なのに対して、プロテオームは細胞や時間ごとに異なっているため、プロテオミクスはゲノミクスよりもかなり複雑になる。同じ生物でも、異なった組織、異なった時間、異なった環境ではかなり異なったタンパク質発現をする。また、タンパク質自体が遺伝子と較べて遥かに多様であることもプロテオーム解析を難しくしている理由の一つである。例えば、ヒトには約25000個の遺伝子が知られているが、これらの遺伝子に由来するタンパク質は50万個を超えると見積もられている。このようなことが起きる原因は、選択的スプライシングやタンパク質の修飾、分解などである。
プロテオミクスはその生物についてゲノミクスよりも多くの情報を与えるため、科学者たちはこれにとても興味を抱いている。一つ目に、遺伝子の転写レベルからはタンパク質の発現レベルの非常に大まかな情報しか分からない。例え伝令RNAの作られる量が多くても、分解が早かったり翻訳が効率的に行われなかったりするとタンパク質の量は少なくなる。二つ目に、多くのタンパク質は翻訳後修飾を受け、その活性にも影響を受ける。例えば、リン酸化を受けるまで活性状態にならないタンパク質もある。三つ目に、選択的スプライシングや選択的翻訳後修飾により、1つの遺伝子が1つ以上のタンパク質を作り出すことがある。四つ目に、多くのタンパク質は他のタンパク質やRNAと複合体を形成し、機能を発揮することがある。
タンパク質は生物の生命活動の中心的な役割を果たす上に、疾患があると発現するタンパク質がしばしば変化するため、プロテオミクスは、ある種の病気の存在を明らかにするなど生体指標の道具として使える場合がある。
ヒトゲノム計画の大まかなドラフトが公表されると、多くの科学者は遺伝子とタンパク質がどのように他のタンパク質を作り出しているのかを探求するようになった。ヒトゲノム計画で明らかとなった驚くべきことの一つは、タンパク質をコードしている遺伝子の数がヒトの持つタンパク質の数と較べて遥かに少ないことである。ヒトは、200万個もの未知のタンパク質を持つ可能性すらある。このようなタンパク質の多様性は、選択的スプライシングと翻訳後修飾がもたらしていると考えられている。この矛盾はタンパク質の多様性はゲノム解析だけでは分からず、プロテオーム解析が細胞や組織を理解する上で有効な手段となりうることを示唆している。
ヒトの持つ全てのタンパク質をカタログ化するために、タンパク質の機能と相互作用が調べられている。国際的な研究の調整はヒトプロテオーム機構（HUPO）が行っている。

## プロテオミクスの研究
多くのタンパク質は他のタンパク質と相互作用しており、プロテオミクス研究の目標の一つはこのタンパク質間相互作用を明らかにすることである。これは、新規に発見されたタンパク質の機能を推定する手がかりにもなる。これまでに多くの研究手法が考え出されてきた。伝統的な方法の一つには酵母を使ったTwo-hybrid 法があり、新しく開発された方法にはマイクロアレイ、アフィニティークロマトグラフィー、質量分析法などがある。
プロテオームを解析するためには、通常はまずタンパク質試料を個々のタンパク質に分離することになる。よく使われる手法の一つは二次元電気泳動である。これは、タンパク質をまずは等電点によって、次に分子量によって分類する方法である。ゲル上に現れたタンパク質のスポットは化学染色や蛍光染色によって可視化される。この時点で、染色の濃さによって定量できることもある。それぞれのスポットはゲルから切り出され、プロテアーゼによってペプチドに消化され、MALDI法などの質量分析法によってペプチドが同定される。この操作は、まずペプチドをマトリックスと混合してステージに置き、レーザーを照射してイオン化する。イオン化されたペプチドは電圧に沿って検出器の方向に飛行するが、検出器まで到達する時間と場所はペプチドの質量/電荷比によって異なる。質量が大きいと、到達により時間がかかる。質量は非常に高い精度で同定され、ここからペプチドの化学構造が分かり、ペプチドが同定できる。
タンパク質の混合物は分離をせずに直接同定することもできる。この方法ではタンパク質は混合物のまま消化され、ペプチドの混合物は高速液体クロマトグラフィー（HPLC）で疎水性に従って分離される。HPLCは質量分析装置に直接つながっている。カラムから溶出したペプチドはタンデム質量分析により同定される。1つ目の質量分析計でそれぞれのペプチドイオンが分離され、2つ目の質量分析計ではペプチドをフラグメントに分解して、そのパターンから配列を決定する。いくつかのサンプル間の量の比を決めるためには同位体でラベルされた試料が用いられる。
ヒトの遺伝子やタンパク質を研究することによって期待される成果のひとつは、新しい病気の治療薬が見つかる可能性があることである。ゲノムやプロテオーム解析の情報によって病気と関連するタンパク質を見出し、その三次元構造からタンパク質の活動を阻害するような物質をデザインするなどして新しい薬の候補を選定することが可能となる。これは新しい薬剤を探索する基本的な戦術といえる。たとえば酵素の活性部位にピッタリ当てはまり、しかも酵素から離れないような分子は、酵素を不活性化させることができる。また、個体により遺伝子に差異がある場合には、個人にとってより効率的に働く薬剤をデザインすることもできる。
数百万に及ぶ低分子から、タンパク質の三次元構造に当てはまるものをコンピュータによって探す作業は、「バーチャルリガンドスクリーニング」と呼ばれる。このよい例は、HIV-1プロテアーゼを不活性化する薬剤の探索である。HIV-1プロテアーゼはHIVの持つ巨大なタンパク質を切断して、機能を持った小さな酵素を作る。この酵素がなければウイルスは生存することができず、この薬剤はHIVを殺す効率のよい薬になりうる。
最近はWorld Community Gridのような、多くの分散コンピューティングプログラムがあり、世界中の人々が科学者の計算を手助けすることができる。このソフトは、数百万の世界中の家庭用コンピュータの処理能力をスーパーコンピュータに加算することができる。World Community GridではHIV、癌、タンパク質の折り畳み、デング熱等について計算を行っている。これら3つのプロジェクトはどれもタンパク質モデリングやタンパク質修飾モデルを中心にしている。分散コンピューティングによって得られたデータから、より特異的で効率的な治療法の手がかりを探すことができる。

## 生体指標
プロテオームや個々のタンパク質の構造や機能、またタンパク質間相互作用の複雑さを理解することは、より効率的な診断手法や治療法を開発する上で不可欠となる。
プロテオミクスの成果の興味深い利用法として、特定のタンパク質を診断の際の生態指標として用いることが挙げられる。特定の病気の際に発現するタンパク質が数多く見つかり、それらは病気の早期の診断に役立てることができる。これらを調べる方法としては、ウェスタンブロッティング、免疫染色、ELISA、質量分析法などがある。次に挙げるものは、特異的な生態指標を持ち、実際に診断に使われている病気の例である。
- アルツハイマー病では、βセクレターゼの濃度が上がり、その結果アミロイドが大量に作られる。アミロイドによって患者の脳にプラークが作られることによって、アルツハイマー病が発症すると言われている。βセクレターゼの活性を阻害することでアミロイドの生成を阻止すれば、病気の進行を遅らせることができると見られている。アミロイドの増加は免疫染色によって調べられる。
- 心臓病の発症にはいくつかのキータンパク質があり、これらが生体指標となる。例えば脳血管障害の標準的な生体指標にはインターロイキン6、インターロイキン8、血清アミロイドA、フィブリノゲン、トロポニンなどがある。心外傷の3時間から12時間後には心臓トロポニン1が増加し、急性心筋梗塞の数日後にもこの増加は見られる。急性心筋梗塞が起こったかどうかの判定に、市販の抗体を使った検査が行われる。
- 健常者の腎細胞と癌患者の腎細胞のプロテオームを比べることで、肝細胞癌の生体指標が見つかり、病気の判定に使われるようになった。腎臓に関係した病気では尿がこのような生体指標の材料となる。近年では尿中のポリペプチドが生体指標となり、自覚症状の何週間も前に診断できるようになっている。

## 派生研究
1. タンパク質の分離:プロテオミクスの技術は、タンパク質混合物の分離手法に依っている。タンパク質が分離できると、他の技術での分析が容易になる。
2. タンパク質の同定:よく知られた古典的な方法としては、エドマン分解などがある。近年開発された高効率の方法としては、ペプチドマスフィンガープリント法を用いた質量分析などがある。これらの手法によって確定された配列は、ホモロジーサーチによって機能が推定される。
3. 定量プロテオミクスでは、定量データを得るためにいくつかの手法がとられる。定量プロテオミクスでは単なるタンパク質のリスト以上に、機能的な情報やプロテオームの経時変化なども明らかにできる。
4. タンパク質配列解析はバイオインフォマティクスの一分野で、MascotやPEAKS、SEQUESTなどのアルゴリズムを使って、データベースからマッチする情報を探す。配列から機能を予測し、タンパク質の進化的な関係を明らかにする。
5. 構造プロテオミクスでは、タンパク質の三次元構造を効率的に決定することを目指す。X線回折や核磁気共鳴分光法といった手法を用いる。
6. 相互作用プロテオミクスでは、原子、分子、細胞レベルでの個々のタンパク質同士の相互作用を明らかにする。
7. 翻訳後修飾の研究では、タンパク質の翻訳後修飾の型を調べる。ほとんどのタンパク質は修飾を受けている。リン酸化やグリコシル化を解析する特異的な手法が開発されている。
8. 細胞プロテオミクスは、タンパク質の細胞内局在や細胞内でのタンパク質間相互作用を明らかにすることを目的とした、新しい研究である。X線トモグラフィーや蛍光顕微鏡が使われる。
9. 実験バイオインフォマティクスはバイオインフォマティクスの一分野で、プロテオミクスにも適用された。実験とバイオインフォマティクスの手法を融合した研究法である。
10. トキシコプロテオミクスは毒性学の一分野で、化学物質の毒性の発現に、プロテオミクスの変化がどのように影響しているのかを明らかにする。

## 技術
プロテオミクスには次のような様々な技術が用いられる。
- 一次元、または二次元電気泳動は、タンパク質を分子量、また等電点によって分離する。
- X線回折、核磁気共鳴分光法ではペプチドやタンパク質の三次元構造を決定するために用いられる。しかし二次構造の決定には円偏光二色性、フーリエ変換赤外分光、X線小角散乱などの方法も用いられる。
- タンデム質量分析は、逆相クロマトグラフィーまたは二次元電気泳動と合わせて、データベースを用いたタンパク質の同定のために使われる。
- タンデム質量分析の結果を分かりやすく表示するために、Scaffoldというソフトウェアが用いられる。
- タグと組み合わせたタンデム質量分析によって、タンパク質の定量が可能となる。
- MALDI法による質量分析で、ペプチドマスフィンガープリントによってタンパク質を同定できる。
- タグを用いた誘導結合プラズマ質量分析法によって、アトモルレベルの超高感度の定量が可能となる。
- アフィニティークロマトグラフィーやTwo-hybrid 法、蛍光共鳴エネルギー移動、表面プラズモン共鳴によって、タンパク質間、またはタンパク質-DNA間相互作用の研究ができる。
- X線トモグラフィーは、生細胞中で標識したタンパク質がどこに局在するか調べるのに用いられる。
- 画像分析によって、ゲル上のスポットの濃度から自動的に定量ができる。